# بطوشية (منبج)
بطوشية قرية سوريّة تتبع إداريّاً لمحافظة حلب منطقة منبج ناحية مركز منبج، بلغ تعداد سكانها 808 نسمة حسب التعداد السكاني لعام 2004.